# 臨済宗建仁寺派

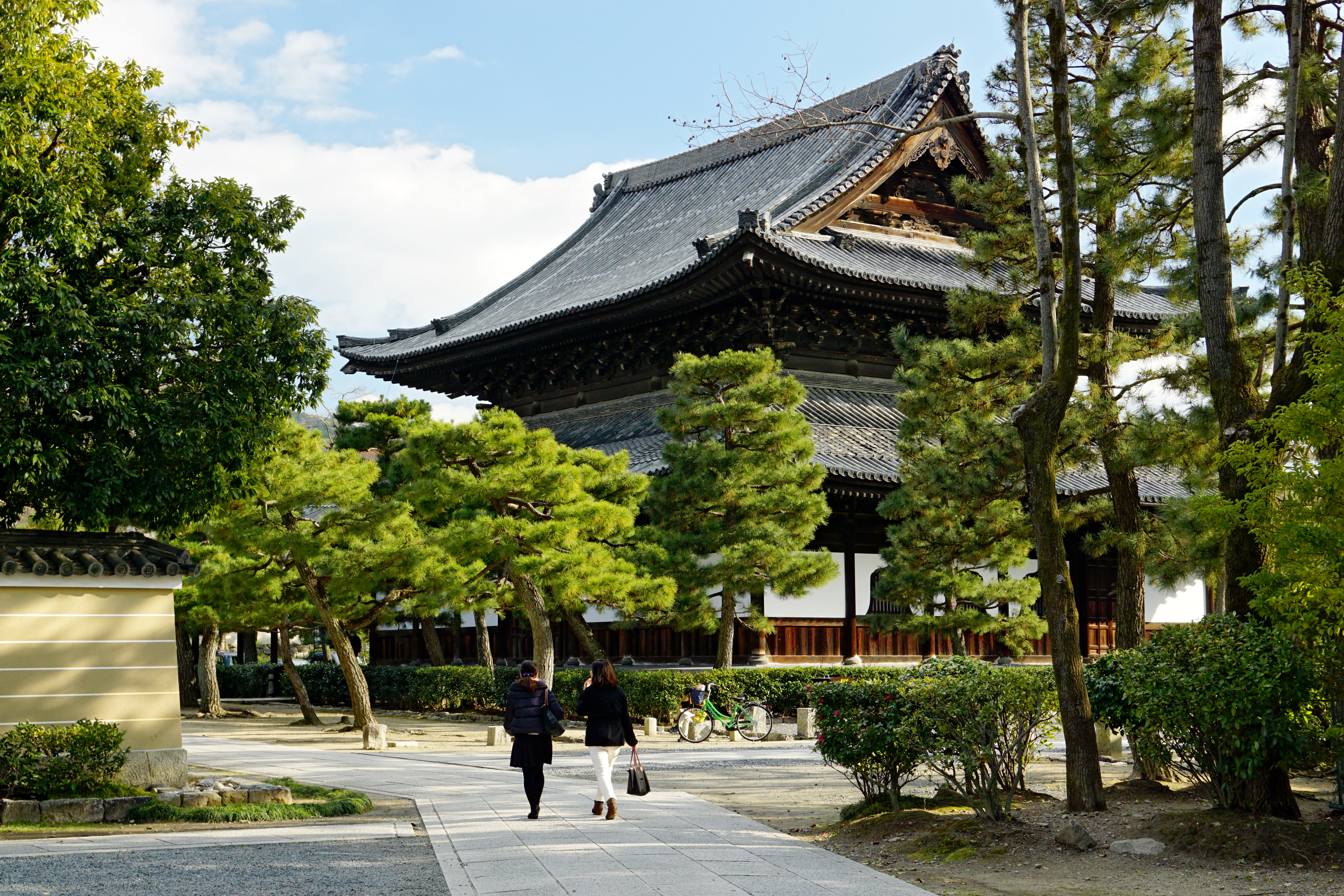
建仁寺

臨済宗建仁寺派（りんざいしゅうけんにんじは）は、臨済宗の宗派。大本山は建仁寺。

## 歴史
1191年（建久2年）に中国・宋から帰国した栄西により始まり、京都に建仁寺を創建し本山とした。栄西は最初に禅の伝統を日本に伝えた人物として知られる。
創建当時の建仁寺は真言院・止観院を構え、天台・真言・禅宗の3宗並立であった。これは当時の京都では真言、天台の既存宗派の勢力が強大だったことが背景にある。

## 主な寺院
- 建仁寺
- 六道珍皇寺
- 妙光寺
- 高台寺
- 法観寺
- 普賢寺
- 圓徳院
- 両足院
- 禅居庵
- 勝楽寺
- 洞春寺